# The Worship Sessions
The Worship Sessions é o nono álbum de estúdio da banda MercyMe, lançado em 2011.

## Faixas
1. "Hungry" - 2:53
2. "Hosana" - 4:14
3. "My Glorious" - 4:44
4. "Mighty To Save" - 4:14
5. "Come Thou Fount" - 5:02
6. "You're Beautiful" - 3:27
7. "Hearts Sing Louder" - 3:49
8. "Just As I Am" - 4:01
9. "Psalm 139 (You Are There)" - 4:19
10. "In Christ Alone" - 4:27
11. "There Is A Fountain" - 3:08